# 沙基黄耆
沙基黄耆（学名：Astragalus josephi）是豆科黄芪属的植物，为中国的特有植物。分布于中国大陆的四川等地，生长于海拔3,000米至4,500米的地区，常生于高山灌丛或草地，目前尚未由人工引种栽培。